# Florentin Lecamus-Lambert
Florentin Lecamus-Lambert, né le 13 mai 1999 à Rennes, est un coureur cycliste français. Il est membre du VC Rouen 76.

## Biographie
En catégorie cadets et juniors, Florentin Lecamus-Lambert s'illustre comme l'un des meilleurs cyclistes français. Bon rouleur, il termine notamment troisième du contre-la-montre du Festival olympique de la jeunesse européenne en 2015. En 2016 et 2017, il remporte le Trophée Centre Morbihan. Il intègre ensuite le Team Pays de Dinan en 2018, pour ses débuts espoirs (moins de 23 ans). 
Le 26 juillet 2018, l'équipe continentale professionnelle Fortuneo-Samsic annonce ses deux stagiaires pour la deuxième partie de saison. En compagnie de l'estonien Karl Patrick Lauk, Lecamus-Lambert rejoint la structure bretonne après avoir déjà participé à plusieurs stages avec l'équipe. Il participe ainsi au Championnat des Flandres (88e), au Grand Prix Jef Scherens (abandon), au Circuit du Houtland (abandon), à Binche-Chimay-Binche (abandon) puis à Paris-Bourges (71e).
Membre du Team Arkea-Samsic développement et fort de résultats en classe 2 sur le Tour du Loir-et-Cher (4e d'étape) et le Tour de Bretagne (12e d'étape, 24e du général), il est de nouveau stagiaire au sein de la formation Arkéa-Samsic au second semestre 2019. L'occasion de prendre part au Grand Prix de la ville de Zottegem (abandon) au côté d'André Greipel, 2e de l'épreuve, à la Veenendaal-Veenendaal Classic (abandon) ou encore au Tour Poitou-Charentes en Nouvelle-Aquitaine.
Lors de la deuxième partie de saison 2020, il est stagiaire au sein de la formation Arkéa-Samsic pour la troisième année consécutive. Le 15 septembre, le VC Rouen 76 annonce son arrivée pour la saison 2021. Ce même mois, il n'est aligné que sur Paris-Chauny par la ProTeam bretonne.
Il rejoint Cofidis en tant que stagiaire le 1er août 2022 pour disputer la fin de saison.

## Palmarès sur route
- 2015
  - Champion de Bretagne sur route cadets
  - Champion d'Ille-et-Vilaine sur route cadets
  - Trophée Madiot :
    - Classement général
    - deux étapes

  - 2e du Chrono des Nations-Les Herbiers-Vendée cadets
  -  Médaillé de bronze du contre-la-montre au Festival olympique de la jeunesse européenne
- 2016
  - Grand Prix Fernand-Durel :
    - Classement général
    - 1re étape (contre-la-montre)

  - Classement général du Trophée Centre Morbihan
  - 3e de la Route d'Éole
- 2017
  - Trophée Louison-Bobet
  - Grand Prix Fernand-Durel :
    - Classement général
    - 1re étape (contre-la-montre)

  - Tour du Coglais :
    - Classement général
    - 2e étape

  - Trophée Centre Morbihan :
    - Classement général
    - 1re étape

  - 2e d'Arguenon-Vallée Verte
- 2018
  - 1re étape du Tour de Loire-Atlantique (contre-la-montre)
  - 2e de la Flèche d'Armor
  - 2e de La Cancaven
  - 3e du Circuit du Mené
- 2019
  - 2e des Boucles de la Marne
  - 2e du Grand Prix de Rennes Liberté
- 2020
  - Grand Prix de Percy-en-Normandie[6]
  - 3e de la Route bretonne
- 2021
  - A2H Classic
  - Chrono 47 (contre-la-montre par équipes)
  - Grand Prix de Dinan
  - 3e épreuve du Challenge Mayennais
  - Grand Prix de Plouay amateurs
- 2022
  - Vienne Classic
  - 2e étape de la Boucle de l'Artois
  - Grand Prix de Gommegnies
- 2023
  - Boucles Dingéennes
  - 1re étape du Tour des Deux-Sèvres
  - 2e du Souvenir Michel-Lebaudy
  - 2e du Grand Prix de Dinan
- 2024
  - Tour des 4B Sud Charente
  - A2H Classic
  - 2e étape du Tour Nivernais Morvan
  - Circuit des Remparts
  - 2e du Grand Prix de Saint-Hilaire-du-Harcouët
  - 2e du Grand Prix Gilbert-Bousquet
  - 2e des Boucles Guégonnaises
  - 2e de Paris-Connerré
  - 3e du Caux Tour
- 2025
  - Route bretonne
  - Manche-Atlantique
  - 3e des Boucles guégonnaises

## Palmarès sur piste

### Championnats de France
- 2016
  - 3e de la poursuite par équipes juniors
- 2017
  -  Champion de France de poursuite individuelle juniors
  -  Champion de France de poursuite par équipes juniors (avec Maxime Pasturel, Thibault Lavenant et Baptiste Le Vigouroux)
  - 3e de la poursuite par équipes

## Distinctions
- Vélo d'or juniors : 2017